# Palden Lhamo
Palden Lhamo (Gloriosa Dea in lingua tibetana) è un'entità spirituale del Buddismo tibetano.

## Descrizione
Palden Lhamo è un Dharmapala, ossia «Protettore del Dharma» in sanscrito, nonché l'unico di sesso femminile.
Secondo il culto assunse davanti al I Dalai Lama il compito di proteggere non solo il Buddismo, ma lo stesso Tibet, il suo governo e il lignaggio di reincarnazione dei Dalai Lama e dei Panchen Lama. Promise peraltro che ogni qualvolta che vi fosse stato bisogno di un responso divino le acque del lago Lhamo Latso, nei pressi di Lhasa, avrebbero fornito a chiunque le interpellasse immagini e visioni nitide.
Attualmente, Palden Lhamo è l'unico protettore femminile del Dharma del Tibet comune a tutte le sue scuole, ossia Gelug, Nyingmapa, Kagyu e Sakya, ognuna delle quali compie specifici rituali di divinazione, uno in particolare condotto con i dadi. Viene considerata affine a Sarasvati o Tārā.

## Iconografia
Palden Lhamo, presente in innumerevoli statue e thangke è raffigurata in atteggiamento irato mentre attraversa un fiume di sangue, assisa su di un mulo con una sella in pelle umana, attorniata dalle fiamme della saggezza colta nell'atto di bere sangue da un teschio. La sua figura è di color blu scuro, ha una faccia con tre occhi, un sole sull'ombelico e la luna sulla corona della testa, e al di sopra di essa vi è un ombrello-pavone, tradizionale simbolo di protezione.